# John Ampomah
John Ampomah (ur. 11 lipca 1990) – ghański lekkoatleta specjalizujący się w rzucie oszczepem.
W 2012 został wicemistrzem Afryki. Srebrny medalista igrzysk afrykańskich w Brazzaville (2015). Rok później zdobył swoje drugie srebro mistrzostw Afryki.
Rekord życiowy: 83,09 (8 lipca 2016, Cape Coast) – rezultat ten jest rekordem Ghany.

## Osiągnięcia
| Rok  | Impreza                    | Miejsce        | Pozycja           | Wynik |
| ---- | -------------------------- | -------------- | ----------------- | ----- |
| 2012 | Mistrzostwa Afryki         | Porto-Novo     | 2. miejsce        | 70,65 |
| 2014 | Igrzyska Wspólnoty Narodów | Glasgow        | 9. miejsce        | 69,56 |
| 2014 | Mistrzostwa Afryki         | Marrakesz      | 5. miejsce        | 75,99 |
| 2015 | Igrzyska afrykańskie       | Brazzaville    | 2. miejsce        | 82,94 |
| 2016 | Mistrzostwa Afryki         | Durban         | 2. miejsce        | 75,22 |
| 2016 | Igrzyska olimpijskie       | Rio de Janeiro | el. – 19. miejsce | 80,39 |